# Eupelmus montaignei
Eupelmus montaignei är en stekelart som beskrevs av Girault 1915. Eupelmus montaignei ingår i släktet Eupelmus och familjen hoppglanssteklar. Inga underarter finns listade i Catalogue of Life.